# Laghi della Svezia
Laghi della Svezia

## Ordine alfabetico
- Ånnsjön
- Åresjön
- Bolmen
- Boren
- Dellen
- Glan
- Hjälmaren
- Ikesjaure
- Hornavan
- Mälaren
- Mien
- Roxen
- Runn
- Siljan
- Sommen
- Sparren
- Storavan
- Storsjön
- Tingstäde
- Torneträsk
- Tåkern
- Vänern
- Väsman
- Vättern

## Per superficie
| Rank | Lake       | Area                  |
| ---- | ---------- | --------------------- |
| 1    | Vänern     | 5 519 km² (2 131 mi²) |
| 2    | Vättern    | 1 886 km² (728 mi²)   |
| 3    | Mälaren    | 1 090 km² (420 mi²)   |
| 4    | Hjälmaren  | 477 km² (184 mi²)     |
| 5    | Storsjön   | 456 km² (176 mi²)     |
| 6    | Torneträsk | 330 km² (130 mi²)     |
| 7    | Siljan     | 292 km² (113 mi²)     |
| 8    | Hornavan** | 262 km² (101 mi²)     |
| 9    | Akkajaure  | 260 km² (100 mi²)     |
| 10   | Uddjaure   | 249 km² (96 mi²)      |

## Laghi più profondi
1. Hornavan - 228 metri
2. Torneträsk - 168 m
3. Vojmsjön - 145 m
4. Stor-Blåsjön - 144 m
5. Stor-Rensjön - 140 m
6. Virihaure - 138 m
7. Kallsjön - 134 m
8. Vastenjaure - 134 m
9. Siljan - 134 m
10. Kultsjön - 130 m

## Per massa d'acqua
1. Vänern - 153 km³ (37 cu mi)
2. Vättern - 77,6 km³ (18,6 cu mi)
3. Torneträsk - 17,1 km³ (4,1 cu mi)
4. Mälaren - 14,3 km³ (3,4 cu mi)
5. Hornavan - 11,9 km³ (2,9 cu mi)
6. Siljan - 8,09 km³ (1,94 cu mi)
7. Storsjön - 8,02 km³ (1,92 cu mi)
8. Kallsjön - 6,14 km³ (1,47 cu mi)
9. Virihaure - 4,43 km³ (1,06 cu mi)
10. Storuman - 4,18 km³ (1,00 cu mi)